# 19 (singolo)
19 è un brano del musicista britannico Paul Hardcastle, pubblicato nel 1985 come primo singolo dal suo omonimo album.

## Descrizione
Il pezzo è caratterizzato da distorsioni di voci oltre che dal messaggio contro la guerra del Vietnam e l'effetto che ha avuto sui soldati veterani. Il brano è ricco di campionamenti vocali quali alcuni spezzoni da un notiziario di Peter Thomas, alcune interviste ("non ero cosciente di quello che stava succedendo") e notizie prese da "Vietnam Requiem", un documentario dell'ABC incentrato sullo choc che il conflitto vietnamita ha provocato nelle menti e nei corpi dei soldati che ne hanno partecipato. Altri campionamenti fanno da sfondo alla melodia, quali il trambusto di una folla e gli squilli di tromba militare.
Subito dopo la pubblicazione, 19 scalò tutte le classifiche di musica pop britanniche restando al primo posto per cinque settimane. Raggiunse inoltre le prime venti posizioni nella Billboard statunitense. Per un lungo lasso di tempo, è stato il singolo più venduto in tredici paesi anche grazie al fatto che sono state registrate più versioni del brano in varie lingue come l'inglese (di cui esistono a sua volta tre diverse versioni: Extended Version, Destruction Mix e 19: The Final Story), il francese, lo spagnolo, il tedesco e il giapponese).
Il pezzo raggiunse il picco della sua celebrità quando ricevette il premio Ivor Novello per il singolo più venduto del 1985.
Nel 2009, la canzone è posta al numero 73 della compilation della VH1 100 Greatest One-Hit Wonders of the 80s.

## Genesi e contenuti
Hardcastle è stato ispirato dalla visione del documentario "Vietnam Requiem", e confrontando la sua vita all'età di diciannove anni a quella dei soldati delle prime linee nel Vietnam ha detto: ... ciò che mi ha colpito è come siano stati giovani i soldati quando sono morti: il documentario ha detto che la loro età media sul campo di battaglia era di diciannove anni. Ero fuori a divertirmi nei pub e nei club quando avevo 19 anni e non nella giungla ad essere ucciso. Il titolo 19 deriva appunto dall'età media di un soldato americano che ha preso parte al conflitto, rispetto a quella della seconda guerra mondiale, ventisei. Questa affermazione da allora è stata messa in discussione. Le statistiche dell'età dei combattenti non esistono, anche se nel Sud-Est asiatico vi erano nelle prime file degli statistici che annotavano le caratteristiche di ogni uomo presente. Inoltre la fonte per il "Vietnam Veterans Memorial" mostra che un gran numero di morti (38%) erano ragazzi sui 19.
La canzone contiene anche i commenti di quelli che, sopravvissuti, raccontavano di essere esposti al fuoco ogni giorno.
Musicalmente, 19 è stata ispirata dalla musica elettronica, particolarmente da Afrika Bambaataa, ma anche Hardcastle ha aggiunto un po' di jazz e una orecchiabile melodia. Il ritornello della canzone, la ripetizione di "n-n-n-nineteen ", è stato creato a causa delle limitazioni dalla qualità del campionamento utilizzato. La E-MU Emulator poteva infatti ripetere il campionamento al massimo per due secondi. Paul Hardcastle non era ottimista sulle possibilità commerciali della canzone. I due precedenti singoli (Rainforest e Eat Your Heart Out), che erano sotto un'etichetta indipendente, non erano riusciti a entrare nella Top 40 del Regno Unito.

Con il decimo anniversario della fine della guerra del Vietnam Hardcastle è stato intervistato da Alastair Stewart della ITN.

Tony Blackburn, DJ di Radio Londra, è stato uno dei primi sostenitori della canzone.
Dopo pochi giorni dalla pubblicazione, 19 ha raggiunto infatti il numero uno nel Regno Unito e in tutto il mondo, con Paul in veste di produttore più responsabile del mixaggio. Anche se la canzone non ha scalato molto in alto il grafico degli Stati Uniti, Hardcastle afferma "che superò tutti gli altri per tre settimane solide, raggiungendo solo il N. 15, perché allora il grafico era basato sull'"airplay" e sulle vendite". Il brano è stato trattenuto in America da alcune stazioni radio che si rifiutavano di metterlo, creando così la sensazione che la canzone non fosse piaciuta al popolo americano, che però Paul Hardcastle nega: "Ho avuto tonnellate di lettere dei veterani del Vietnam che mi ringraziavano per aver fatto qualcosa per loro".
A causa della mancanza di una band in grado di eseguire la canzone, il video è stato composto da spezzoni del documentario, a cura di Ken Grunbaum.

Il successo di 19 portò il manager di Hardcastle, Simon Fuller, che aveva da poco lasciato la Chrysalis Records, a mettersi in proprio ed è stato in grado di utilizzare i fondi per continuare la sua attività. Fuller ha continuato a essere il manager del maggior successo musicale britannico di tutti i tempi ed è stato alla base del successo delle Spice Girls e American Idol.
Nell'antologia 1983-2003: The Very Best of Paul Hardcastle, pubblicata nel 2003, è stato incluso 19 nelle versioni "Extended Version" e "19 (The Full Story)". Inoltre, l'ultima traccia del primo disco, "19 (Slow Version)", è una versione del brano mai pubblicata su nessun album, se non nella sua versione strumentale, dal titolo Inner Changes.

## Tracce
1. 19 – 3:37
2. Fly by Night – 3:29

## Formazione
- Paul Hardcastle – strumentazione
- Carol Kenyon – voce

## Classifiche
| Classifica (1985)                 | Posizione massima |
| --------------------------------- | ----------------- |
| Australia                         | 10                |
| Austria                           | 1                 |
| Belgio (Fiandre)                  | 1                 |
| Belgio (Fiandre) (radio)          | 1                 |
| Canada                            | 2                 |
| Francia                           | 15                |
| Germania                          | 1                 |
| Irlanda                           | 1                 |
| Italia                            | 1                 |
| Norvegia                          | 1                 |
| Nuova Zelanda                     | 1                 |
| Paesi Bassi                       | 1                 |
| Polonia (radio)                   | 30                |
| Regno Unito                       | 1                 |
| Stati Uniti                       | 15                |
| Stati Uniti (dance club)          | 1                 |
| Stati Uniti (dance singles sales) | 1                 |
| Stati Uniti (R&B/hip-hop)         | 8                 |
| Sudafrica (radio)                 | 4                 |
| Svezia                            | 1                 |
| Svizzera                          | 1                 |